# Říkovské tunely
Říkovské tunely jsou soustava čtyř železničních tunelů v údolí řeky Jizery na katastrálním území Chuchelna a Proseč na úseku regionální železniční trati 030 Pardubice–Jaroměř–Liberec mezi stanicemi Semily a Železný Brod.

## Historie
V roce 1854 požádali podnikatelé z Liberecka o vydání koncese na stavbu železnice z Liberce do Pardubic. Listem povolení Františka Josefa I. ze dne 15. června 1856 byla vydána koncese pro podnikatele Liebiega, Lannu a bratry Kleinovy na výstavbu a provoz železnice z Pardubic do Liberce a rovněž odbočnou trať z Josefova do Malých Svatoňovic. 
Trať stavěla a zprovozňovala po etapách společnost Jihoseveroněmecká spojovací dráha (SNDVB). Byly to úsek Pardubice–Josefov v roce 1857, úsek Josefov–Turnov v roce 1858 a úsek Turnov–Liberec v roce 1859. Součástí trati bylo osm tunelů, z nichž nejdelší byl Sychrovský s délkou 635 metrů a nejkratší, Sedlejovický, s délkou 77 metrů. Nejsložitější byla výstavba čtyř Říkovských tunelů v úseku necelých tří kilometrů v kaňonu řeky Jizery, kde svahy tvořily kolmé stěny o výšce až sedmdesát metrů. K práci byli povoláni italští dělníci, kteří měli zkušenosti z výstavby Rakouské jižní dráhy Vídeň–Terst. Práce byly zahájeny v roce 1856, první tunel byl dokončen v listopadu 1857 a poslední v dubnu 1859. Do provozu byly dány všechny společně 1. května 1859, kdy tratí z Turnova do Liberce projel první slavnostní vlak. Pojmenování tunelů je podle názvu pro kaňon řeky Jizery, kterému se říkalo Říky.

## Popis
Tunely byly původně stavěny pro dvoukolejný provoz pro železniční trať Pardubice–Jaroměř–Liberec v úseku mezi stanicemi Semily a Železný Brod. Byly postaveny v hlubokém údolí řeky Jizery. První tunel byl proražen v ostrohu, který tvoří bítouchovská žula (metagranit). Tunely dva až čtyři byly raženy v tvrdých metamorfovaných bazických vyvřelinách, především v zelených břidlicích. K trhacím pracím byl použit černý prach, jehož spotřebovali přes padesát tun. Bylo vylámáno na 51 000 m³ horniny. Celková délka tunelů činila 743 m.
V padesátých a šedesátých letech 20. století byly tunely opraveny a pro zvýšení bezpečnosti a ochrany kolejiště byly u druhého, třetího a čtvrtého tunelu postaveny betonové záchytné galerie. Výstavbou galerií se celková délka tunelů zvýšila z 743 m na 1070 m. V letech 2014–2015 byl tunely opět opravovány a byla opravena jedna záchytná galerie.

#### Tunely
Říkovský tunel I se nachází v katastrálním území Chuchelna v km 104,21–104,5 leží v nadmořské výšce 280 m a měří 297 m.
Říkovský tunel II se nachází v katastrálním území Chuchelna v km 104,720–105,024 leží v nadmořské výšce 320 m a měří 307 m.
Říkovský tunel III se nachází v katastrálním území Proseč v km 105,307–105,572 leží v nadmořské výšce 315 m a měří 264,85 m.
Říkovský tunel IV se nachází v katastrálním území Proseč v km 105,733–105,935 leží v nadmořské výšce 310 m a měří 200,2 m.

## Okolí
- Říkovský tunel I prochází pod ostrohem se skalní věží Vodní brána, v jejíž blízkosti se nachází okružní Via ferrata Vodní brána.[15]
- Říkovský tunel II prochází pod Krkavčí skálou s vyhlídkou.[16]
- V roce 1909 Klub českých turistů vybudoval Riegrovu stezku z Bítouchova do Podspálova.
- Ve Spálově je malá vodní elektrárna z roku 1921.